# Meta (Civitella Roveto)
Meta (pronuncia [ˈmɛta]) è una frazione di circa 370 abitanti del comune di Civitella Roveto (AQ), in Abruzzo.

## Geografia fisica
Il borgo montano è l'unico centro abitato della valle Roveto a raggiungere la quota di 1 030 m s.l.m., mentre i ruderi di Meta Vecchio si trovano su uno sperone roccioso a quota 1 050 m s.l.m. sul versante orientale del monte Viglio, la vetta più alta della catena montuosa dei Càntari.
Meta dista circa 3,5 chilometri dal capoluogo comunale.

## Storia

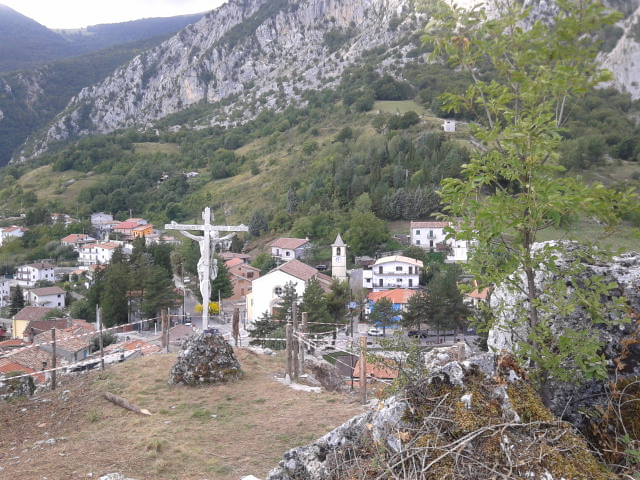
Ruderi del vecchio borgo

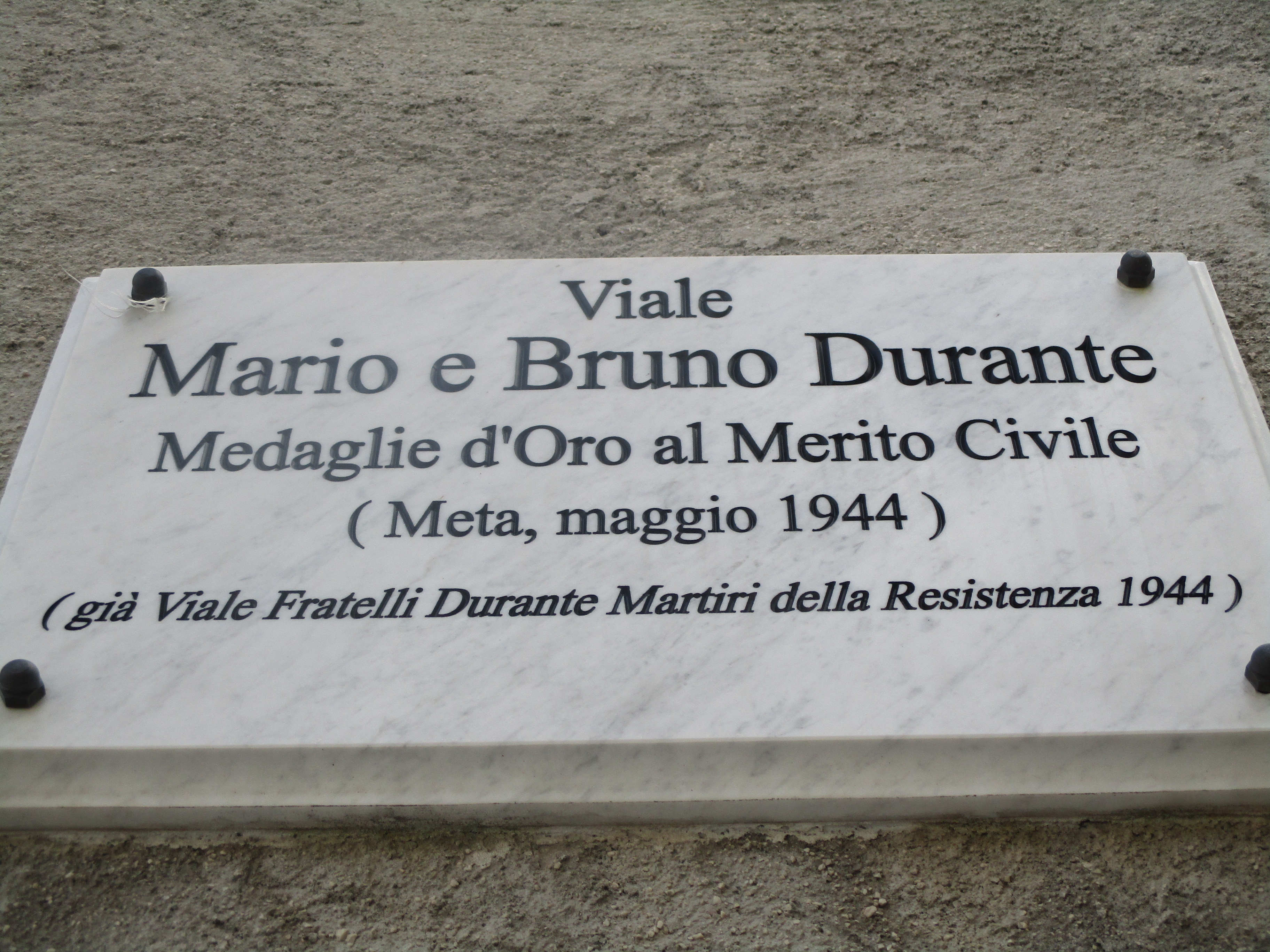
Targa dedicata a Mario e Bruno Durante

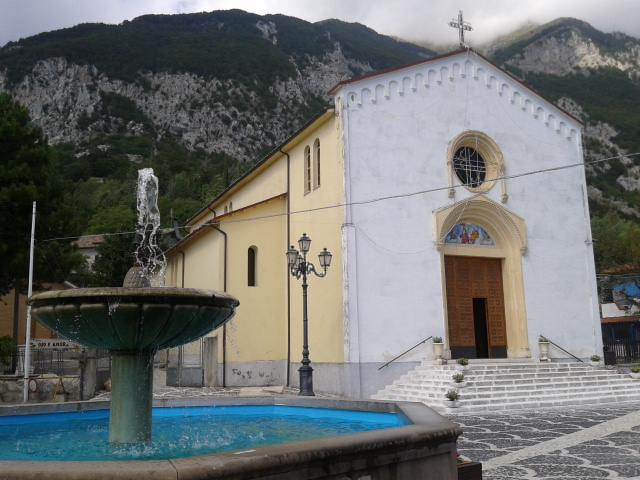
Chiesa della Santissima Trinità vista dalla piazza centrale

In un documento del 1061 in cui il monaco benedettino Pietro Diacono riportò i confini del monastero cassinate venne citato per la prima volta il castello di Meta insieme al monastero di San Benedetto a Pascusano. Nel 1070 in un altro documento ecclesiastico risulta la donazione a Montecassino dello stesso castello e della torre cintata dell'XI secolo, intorno ai quali si venne a creare una delle tre principali cellule benedettine del territorio.
Il borgo murato si sviluppò nell'epoca dell'incastellamento su uno sperone roccioso della valle Roveto per motivi logistici. Meta di Roveto (in cui il toponimo della valle deriverebbe da "urbs vetus") o come venne riportato in altri documenti storici Meta di Rovetto o Meta d'Orvieto risultò un luogo strategico per la difesa della popolazione e del territorio. Il borgo rappresentò un luogo impenetrabile per le orde barbariche che durante tutto il periodo altomedievale flagellarono il territorio abruzzese.
Nel Basso Medioevo il toponimo risultò invece strettamente connesso a quello di San Savino, località situata più in basso rispetto al contemporaneo borgo. Nei documenti ecclesiastici dell'epoca risultò essere una parrocchia tra le più importanti del territorio rovetano e della diocesi di Sora. Attorno all'antica chiesa di San Savino, riportata dalla bolla del 1110 di Papa Pasquale II S. Mariae, ecclesiam S. Savini, visse la popolazione che solo successivamente si sarebbe trasferita più in alto, intorno al castello e al paese murato. I numerosi casali costituirono l'abitato di Meta che si sviluppò fino a diventare un comune autonomo della valle Roveto. Citato nel Catalogus baronum e in un documento di Carlo I d'Angiò risultò incluso nella vasta contea di Albe seguendo le vicende delle baronie marsicane sotto il controllo prima degli Orsini e successivamente dei Colonna, duchi di Tagliacozzo.
Comune autonomo fino all'eversione feudale del 1806 risultò dotato di un catasto che venne completato nella prima metà del XVIII secolo.
Lo stemma dell'universitas di Meta è stato riprodotto in una scultura di Bruno Ribichini, opera in libera interpretazione di uno stemma parlante della nobile famiglia romana dei Colonna conservato presso l'Archivio di Stato di Napoli. Il sigillo raffigura una colonna sormontata da un diadema e affiancata dalle lettere F e C, probabilmente le iniziali di Fabrizio II Colonna, signore del ducato.
Legata storicamente anche al toponimo di Petrarolo, la contemporanea Civitella Roveto, Meta nel 1807 venne aggregata a quest'ultimo comune riunito insieme a Canistro, Castellafiume, Pagliara e Pescocanale. Dal 1811 insieme al circondario di Civitella Roveto venne incluso nel distretto di Avezzano, mentre a seguito dell'unità d'Italia fece parte del mandamento di Civitella Roveto compreso nel circondario di Avezzano.
Il borgo murato in epoca contemporanea venne completamente distrutto dal terremoto della Marsica del 1915 che causò 37 vittime, ricostruito leggermente più in basso arrivò a raggiungere 895 abitanti nel censimento del 1951.
Il primo maggio 1944 i fratelli Mario e Bruno Durante, due giovani partigiani di Balsorano, furono catturati a Meta dai nazisti e fatti sparire nel nulla. Si rifiutarono di rivelare l'esistenza del fratello Faustino, anch'esso partigiano, e l'ospitalità della popolazione locale nei confronti dei prigionieri Alleati, politici e militari, evasi dal campo di concentramento di Avezzano e da quelli abruzzesi. Furono uccisi dopo un mese di torture, presumibilmente a Tagliacozzo. I loro corpi non furono mai trovati. A entrambi è stata concessa la medaglia d'oro al merito civile.
A partire dalla metà del XIX secolo anche Meta subì forti flussi emigratori verso Roma e le altre città del centro Italia ma anche verso l'estero.

## Monumenti e luoghi d'interesse

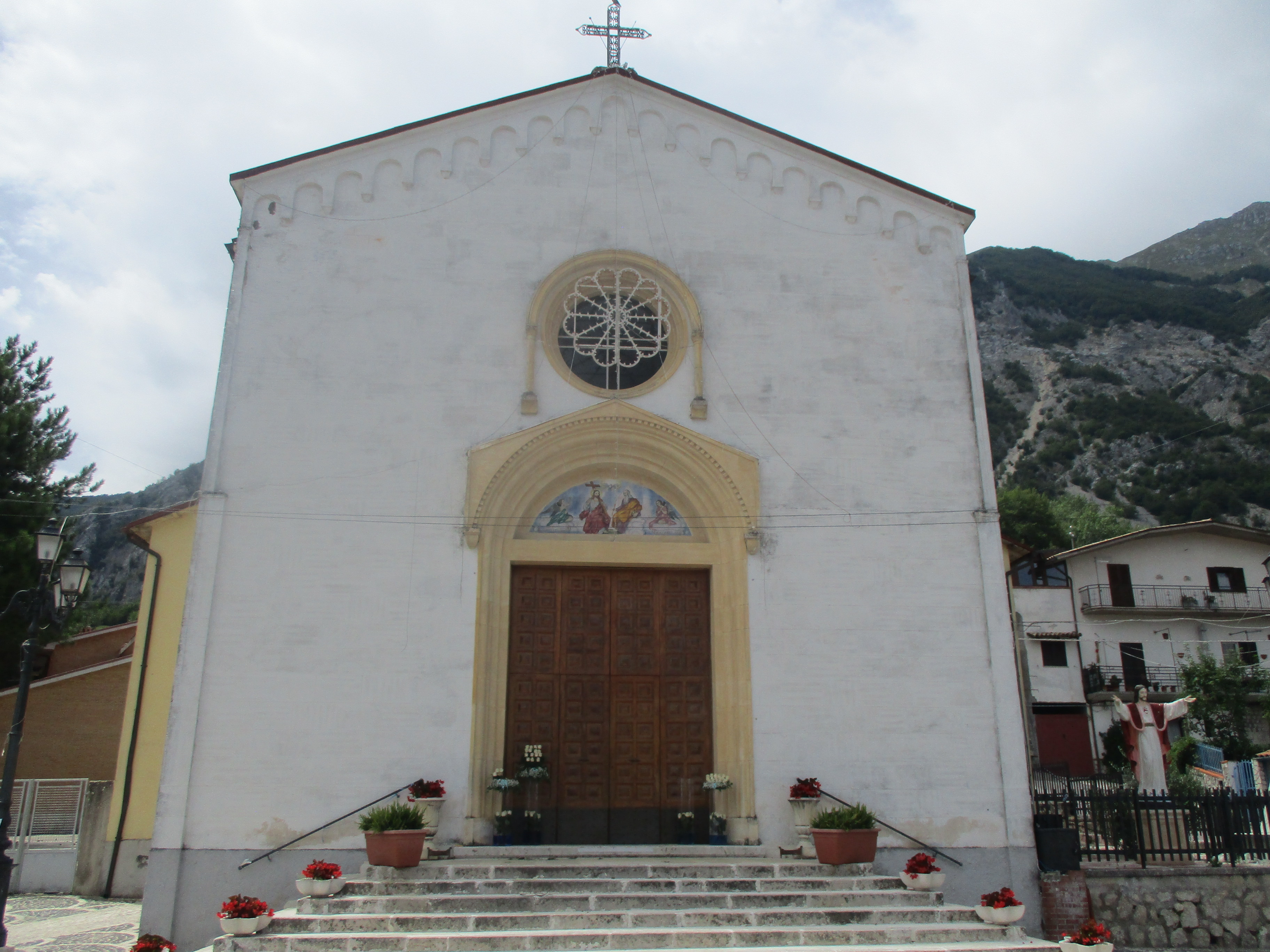
Chiesa della Santissima Trinità

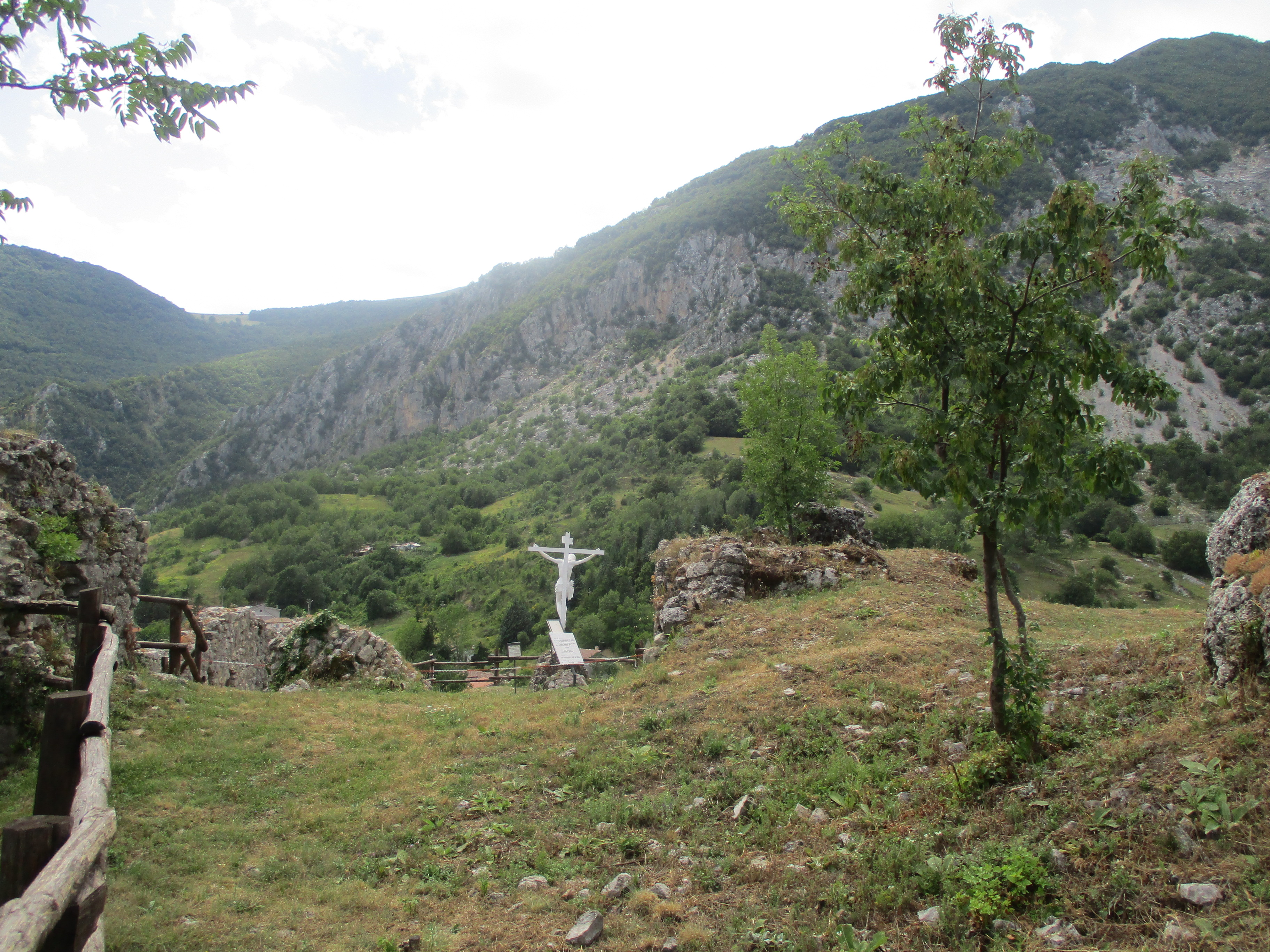
Ruderi di Meta Vecchio

### Architetture religiose

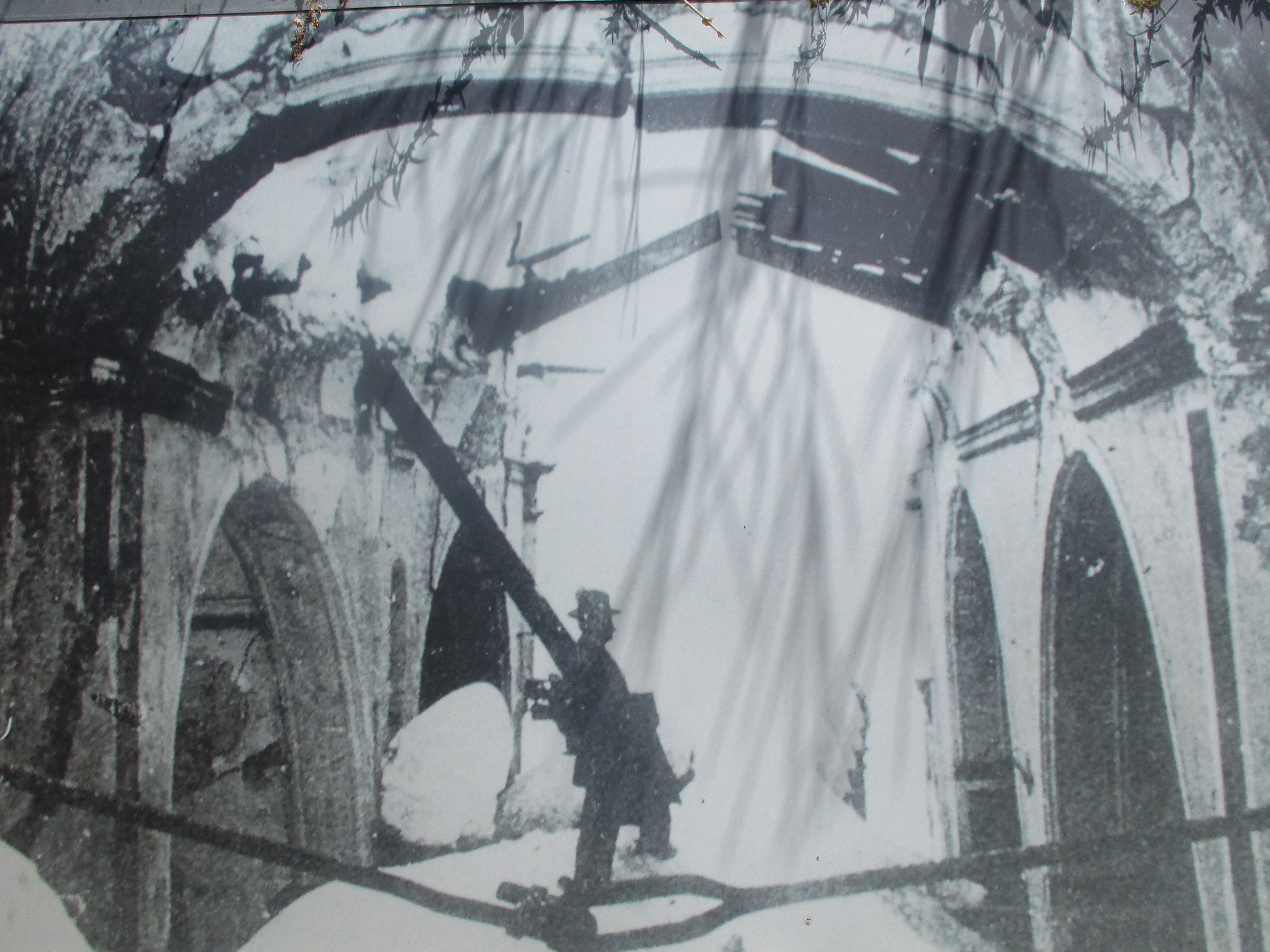
Interno della chiesa della Santissima Trinità prima dell'abbattimento post sisma 1915

Chiesa della Santissima TrinitàLa chiesa distrutta dal terremoto del 1915 venne edificata tra il 1639 e il 1642 sulla base dell'edificio medievale di cui si hanno le prime notizie tra il 1308 e il 1310 per il pagamento delle decime dovute alla Camera Apostolica, l'organo finanziario del sistema amministrativo pontificio. Aveva il titolo di abazia ed era retta da un abate nominato dal vescovo non essendo soggetta a jus patronatus. Dopo il sisma del 1915 la chiesa venne ricostruita tra il 1946 e il 1951 per volontà del parroco don Ernesto Mammone. Prima di allora le celebrazioni religiose si svolsero in una sede provvisoria.
Chiesa scomparsa di San SavinoGià esistente nel 1110 quando venne citata nella bolla di Pasquale II, all'inizio del XVII secolo la struttura risultò essere già in grave decadenza. Più in basso nell'area di un santuario e di due edicole votive rupestri sono emersi reperti archeologici di epoca romana.

### Architetture militari
Castello di MetaI ruderi del castello e delle mura medievali di Meta Vecchio si trovano su uno sperone roccioso a circa 1 050 m s.l.m. Il recinto presenta al suo interno le fondazioni di una torre di avvistamento affiancata da altri edifici. Alle pendici del colle venne ricostruito il borgo dopo la distruzione del sisma del 1915. Nell'uso comune e negli atti ufficiali del comune di Civitella Roveto la località assume la denominazione di Colle di Meta, mentre gli abitanti del borgo la indicano anche con i toponimi di Case spallate o Meta Vecchio. Nel punto dove è stato issato il crocifisso sorgeva l'altare maggiore della chiesa parrocchiale della Santissima Trinità gravemente danneggiata dal terremoto del 1915 e successivamente abbattuta, mentre poco più in basso è visibile uno dei quattro sepolcri.

### Aree naturali
- Monti Càntari[4]

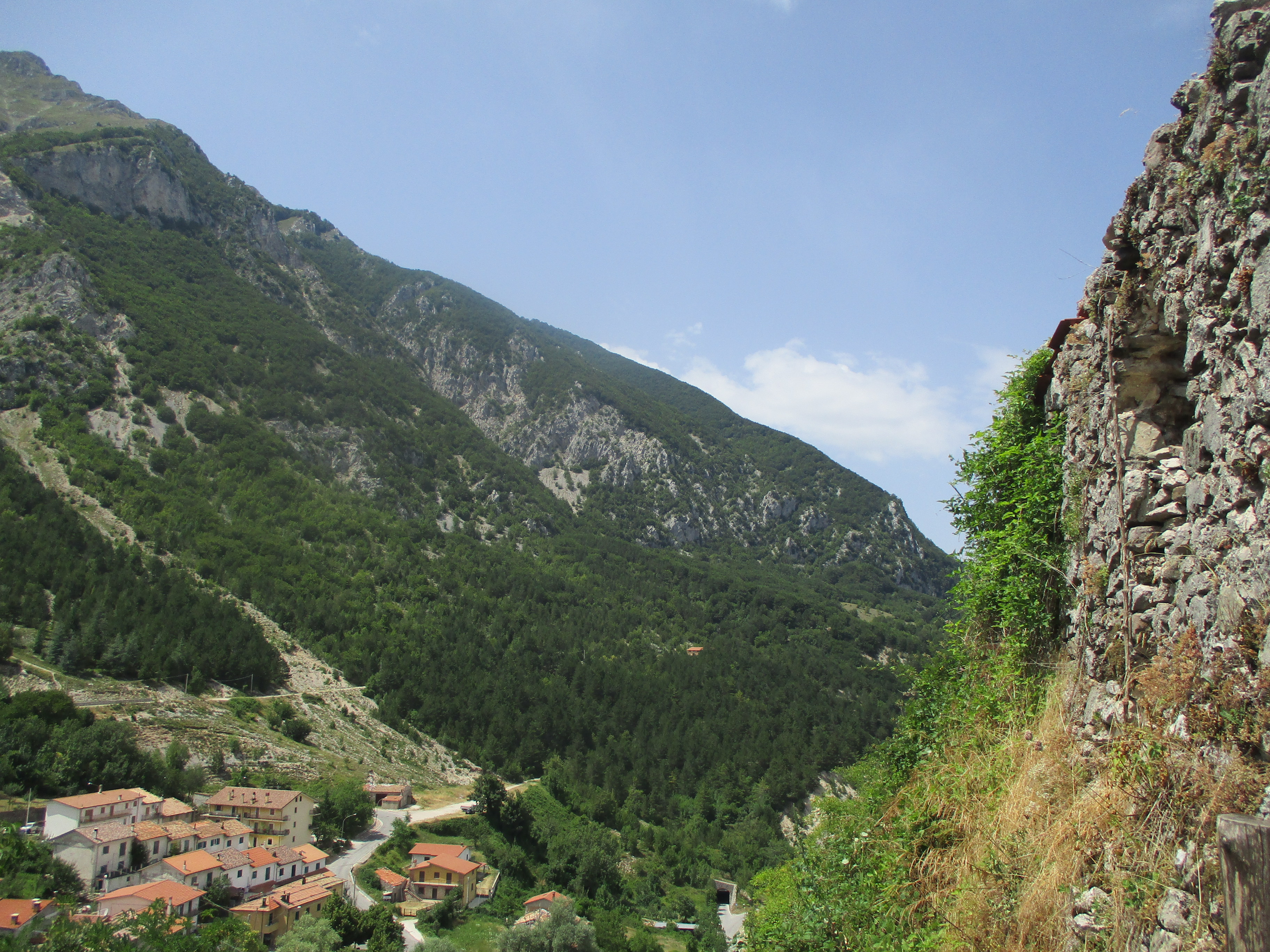
Il Viglio visto da Meta Vecchio

- Monte Viglio: itinerari verso la sorgente Peschieta, le fonti Moscosa e degli Scifi e la grotta della neve[4]
- Monte Bello (Serra Lunga) (1565 m s.l.m.)[28]
- Rifugio Cerasoli a quota 1 500 m s.l.m.[29]

## Società

### Lingue e dialetti
Il dialetto fa parte del sistema dei dialetti meridionali intermedi, nella valle Roveto penetrano forme linguistiche vicine ai dialetti campani, seppur con differenti strutture ed inflessioni. Il gergo di Meta, in particolare, sarebbe stato influenzato da altri dialetti ed è di difficile comprensione. Durante il lungo periodo del brigantaggio la gente del luogo, specialmente i contadini, parlava un particolare dialetto denominato "nciamprico" che era comprensibile solo a loro.

### Tradizioni e folclore
La festa patronale è quella della santissima Trinità, la cui data varia di anno in anno come da calendario.

## Infrastrutture e trasporti

### Strade
Il paese è situato lungo la strada provinciale 87 che collega Civitella Roveto alle località di Peschiera, San Savino e Meta. Un'altra arteria collega il borgo alle località di Polverelli, Brecciose e Grancia di Morino.

### Ferrovie
La più vicina stazione ferroviaria è quella di Civitella Roveto posta lungo la linea Avezzano-Roccasecca che collega la valle Roveto e la Marsica a Sora e Cassino.

## Sport
Il borgo rovetano è uno dei luoghi preferiti dai praticanti dell'arrampicata sportiva.